# Simsonia irregularis
Simsonia irregularis is een keversoort uit de familie beekkevers (Elmidae). De wetenschappelijke naam van de soort werd in 1929 gepubliceerd door Carter & Zeck.